# Valki
Valki (Валки) est un village de Russie situé dans l'arrondissement de Lyskovo de l'oblast de Nijni Novgorod. C'est le siège administratif du conseil rural (municipalité rurale) de Valki qui comprend onze autres villages. Le village est constitué de quinze rues.

## Géographie
Le village se trouve à un kilomètre de la rive gauche de la rivière Kerjenets à la limite d'une zone inondable. La Volga coule à environ 6 km au sud du village.

## Population
- 2002: 840 habitants
- 2010: 722 habitants

## Histoire
Le village est documenté à partir de 1640 sous le nom de Valy, puis à partir de 1663 sous son nom actuel. On y préparait des radeaux pour naviguer sur la rivière Kerjenets. La coupe et le flottage du bois deviennent l'apanage du monastère de la Trinité-Saint-Macaire, tant pour ses propres besoins que pour la vente.
L'église Notre-Dame-de-Vladimir a été construite en bois en 1870. Elle a été fermée dans les années 1930. Elle est restaurée et rendue au culte en 1991. Elle dépend désormais de l'éparchie de Lyskovo. Elle se présente sous la forme d'un quadrilatère avec une abside à cinq pans et une trapeznaïa. Le petit clocher de bois se dresse à part dans le jardin de l'église.